# Хаслиберг
Хаслиберг (нем. Hasliberg) — коммуна в Швейцарии, в кантоне Берн. Название происходит от нем. «Hasel», что в переводе означает орешник.
Входит в состав округа Оберхасли. Население составляет 1247 человек (на 31 декабря 2006 года). Официальный код — 0783.

## География
Площадь по состоянию на 2009 год 41,74 квадратных километров (16,1 квадратных миль). 52,5 % территории используется в сельскохозяйственных целях, в то время как 32,1 % занято лесами. Из остальных земель 3,2 % разрешено использовать под строительство и дороги, 0,7 % занято водоемами и 11,2 % является неиспользуемой землёй. Из территории, занятой строительством, 1,9 % — жилые помещения и 1,2 — транспортная инфраструктура.
На территории расположены 4 деревни Хофлух (Hohfluh), Вассервенди (Wasserwendi), Голден (Goldern) и Реути (Reuti). Хорошая транспортная доступность посредством автомобиля (трасса Бруниг-Хаслиберг) или по железной дороге.

## Демография
Население по данным на 31 декабря 2009 года составляет 1,232 человек, из которых 13,6 % иностранные граждане. За последние 10 лет сокращение численности населения составило 1,3 %. Большинство населения говорит по-немецки (89,8 %), английский язык — второй по распространенности язык (3,5 %) и 1,3 % населения говорит по-албански.
Возрастная структура населения: дети и подростки (0-19 лет) составляют 31,9 % населения, в то время как взрослые (20-64 лет) — 54,2 %, а пожилые люди (старше 64 лет) — 13,9 %. Уровень образования высокий: 65,9 % населения (в возрасте между 25-64) имеют либо полное среднее образование, либо высшее.
Уровень безработицы 1,01 %. По состоянию на 2005, было 166 человек, занятых в первичном секторе экономики, и около 68 предприятий, участвующих в этом секторе. 53 человека заняты в обрабатывающем секторе, где работает 13 предприятий. 478 человек заняты в сфере услуг на 49 предприятиях.

## Туризм
Коммуна стала популярным местом для зимних видов спорта, как только заработали подъемники из Майринген через Реути к Планплаттену (Planplatten), высота над уровне моря более 2200 метров, а также из Вассервенди (Wasserwendi) к Казерштату (Käserstatt) .
В деревне Голден расположена известная международная школа-пансион Ecole d'Humanité.